# Gu Yue
Gu Yue, 古月, właśc. Hu Shixue, 胡诗学 (ur. 1937/1939, zm. 2 lipca 2005 w Sansui, prowincja Guangdong) – chiński aktor.

## Życiorys
Od 1949 (od 13. roku życia) służył w armii. Jego kariera aktorska związana była z rolą Mao Zedonga; od 1978 odtwarzał postać przywódcy ChRL w 84 filmach fabularnych i telewizyjnych (m.in. Kaiguo daidian, Dai juezhan, Chongqing tanpan). Był laureatem kilku nagród aktorskich, w tym dwukrotnie prestiżowej nagrody Baihua (1990, 1993) za najlepsze role męskie. Odkrywcą podobieństwa Gu Yue do przewodniczącego Mao był członek najwyższych władz chińskich, marszałek Ye Jianying.